# Marie-Claire Alain
Pour les articles homonymes, voir Alain.
Marie-Claire Alain est une organiste concertiste française, née à Saint-Germain-en-Laye le 10 août 1926, et morte au Pecq le 26 février 2013.
Elle compte parmi les plus illustres organistes de sa génération, de réputation internationale. Les critiques sont unanimes à louer la clarté lumineuse de son jeu, la pureté de son style, la musicalité intense et vivante de son interprétation et sa maîtrise dans l’art de la registration[réf. nécessaire][non neutre].

## Biographie

### Famille
Marie-Claire Geneviève Alain est née le 10 août 1926 à Saint-Germain-en-Laye au sein d'une famille de musiciens. Elle est la fille du compositeur et organiste Albert Alain et de Magdeleine Alberty. Elle est la sœur benjamine du compositeur et organiste Jehan Alain (1911-1940), de Marie-Odile et Olivier Alain, musicologue et compositeur.
Mariée à Jacques Gommier en 1950, elle a deux enfants et six petits-enfants. Son époux est mort en 1992.

### Formation
Après des études secondaires à l'Institut Notre-Dame de Saint-Germain-en-Laye, elle est élève de Yves Nat au piano, elle suit les cours du Conservatoire national supérieur de Paris où elle est élève de Marcel Dupré, de Maurice Duruflé et de Simone Plé-Caussade.
Elle obtient les cinq premiers prix d'harmonie, de contrepoint, de fugue, d'orgue et d'improvisation. Elle est également diplômée en pédagogie musicale.

## Carrière

### Organiste concertiste
Elle commence sa carrière, en 1937 dès l'âge de 11 ans, comme suppléante de son père à l'orgue de l'église Saint-Germain de Saint-Germain-en-Laye. Elle sera titulaire de cet orgue à la mort de son père en 1971. Durant toute sa carrière (1950-2010), elle donnera plus de 2 500 concerts à travers le monde. À Paris, elle joue notamment aux grandes orgues de Saint-Étienne-du-Mont, de la Christuskirche et de Saint-Merri. À Lyon, elle enregistre César Franck à Saint-François-de-Sales et joue à Saint-Pothin sur invitation d'Adrien Rougier. Elle intervient également à plusieurs reprises au festival de La Chaise-Dieu, sur l'invitation de Guy Ramona et sous la direction de Jean-Claude Malgoire notamment. Elle y enregistre l'intégrale du livre d'orgue de Nicolas de Grigny.

### Enseignante

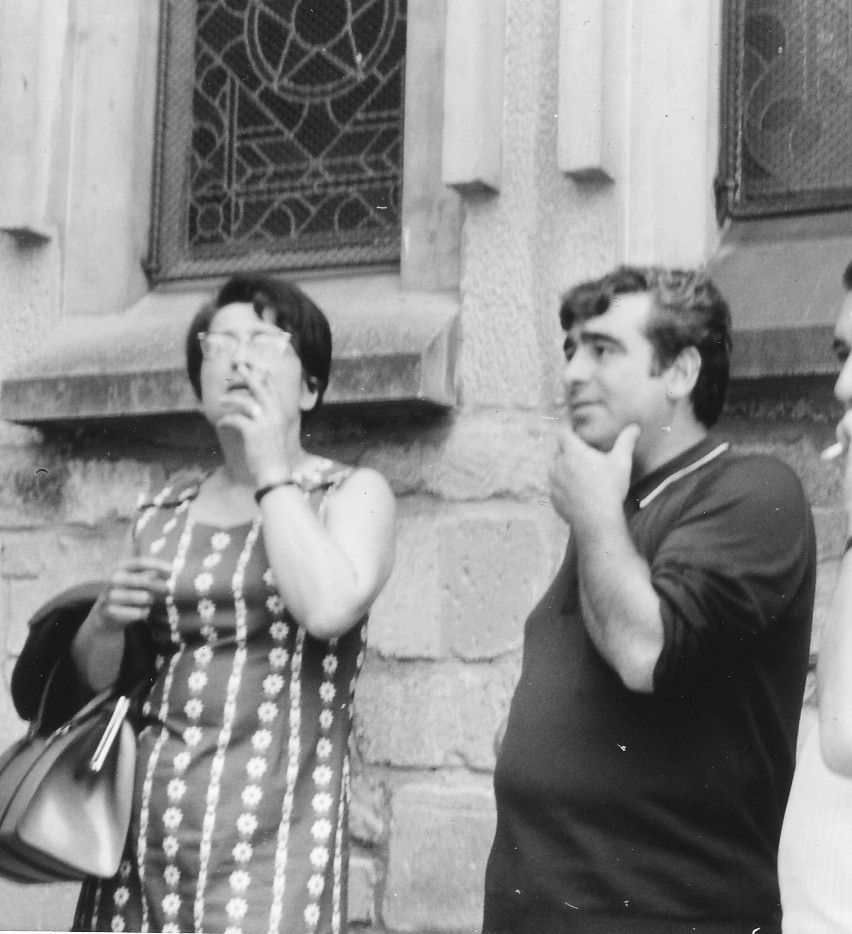
Marie-Claire Alain avec Maurice André au Festival Bach de Saint-Donat en 1969.

Pédagogue très recherchée, justement fameuse pour ses conférences avec illustrations musicales qui l'ont amenée dans les plus prestigieuses universités américaines (les Américains la surnomment « The Lady of the Organ »), canadiennes, japonaises et dans tous les grands conservatoires européens, elle fonde son enseignement sur les études musicologiques approfondies qu’elle ne cesse d’effectuer dans les domaines de la littérature organistique et de l’exécution de la musique ancienne, romantique et symphonique. Elle fut chargée du cycle de formation professionnelle pour organistes dans le cadre du conservatoire national de région de Paris (de 1994 à 2000) après avoir enseigné au conservatoire de Rueil-Malmaison de 1978 à 1994.
Elle fut aussi professeur à l'académie d'orgue d'été d'Haarlem aux Pays-Bas aux côtés d'Anton Heiller, Luigi Ferdinando Tagliavini et Gustav Leonhardt chaque année de 1956 à 1972 puis ponctuellement en 1974, 1982, 1994…
Elle a créé l'académie Jean-Sébastien Bach de Saint-Donat (Drôme) où elle a dirigé l'académie internationale d'été pour organistes autour de l'orgue Schwenkedel (1977 à 1991). Elle est l'invitée permanente de l'académie d'orgue de Romainmôtier (Suisse) (1991-2009) où elle a dispensé ses cours sur l'orgue restauré de la famille Alain.

### Membre de la commission des orgues
Marie-Claire Alain a fait partie de la Commission des orgues non protégées, du ministère de la Culture (1970-2009) et a longtemps fait partie de la Commission supérieure des monuments historiques pour les orgues de 1966 à 1984 et de 1998 à 2006.
Entre 1969 et 1971, elle assure la reconstruction de l'orgue de Saint-Donat (Drôme)[réf. nécessaire]. Ce nouvel instrument, de type germanique, sera l'idéal pour l'exécution des œuvres de J S Bach et des baroques. La richesse des flûtes, la virilité des jeux d'anches, et la clarté des mixtures ont poussé Marie-Claire Alain a enregistrer sur cet orgue sa deuxième intégrale Bach, ainsi que les 16 concertos pour orgue et orchestre de Haendel.
En 1975, elle inaugure l'orgue de la Sainte-Chapelle du château des Ducs de Savoie, à Chambéry, dont elle a dirigé la reconstitution, participant ainsi aux festivités du tricentenaire de l'instrument.
En 1977, elle dirige la réfection du grand orgue de la cathédrale Saint-Étienne de Bourges.

### Mort
Le 26 février 2013 au matin, Marie-Claire Alain meurt d'un arrêt cardiaque dans la maison de retraite du Pecq où elle séjourne. Elle est inhumée au cimetière de Saint-Germain-en-Laye, après des obsèques en l'église Saint-Germain de la commune,.

## Discographie
La discographie exhaustive a été dressée par Alain Cartayrade et a fait l'objet d'une publication dans la revue L'Orgue.
Ses enregistrements, en majeure partie chez Érato : plus de quatre millions de disques vendus, deux disques d’or, un laser d'or remis par l'Académie du disque français. Elle a réalisé plus de 220 gravures sur disque et plus d'une soixantaine de CD. Intégrales : J. S. Bach (trois intégrales), Buxtehude, Bruhns, Georg Böhm, Couperin (3 versions), Grigny (3 versions), Daquin, Pachelbel, Mendelssohn, Franck (2 versions), Jehan Alain (3 versions) et les concertos de Poulenc, Chaynes, Haendel, J. S. Bach, C.P.E. Bach, Haydn, Mozart, Vivaldi, Charpentier (Te deum H 146) la plupart avec l'orchestre de chambre Jean-François Paillard, et qui lui ont valu plus de quinze Grands Prix du disque et de nombreux Diapasons d’or. Liszt, Widor, Vierne et Messiaen ont aussi fait l'objet de plusieurs CD. Elle a, entre autres, réalisé de nombreux enregistrements d'œuvres adaptées pour trompette et orgue avec le trompettiste Maurice André (ce genre musical n'existait pas dans la réalité : les deux interprètes ont dû transcrire tout ce qu'ils avaient l'intention de jouer, quasiment aucune œuvre n'ayant jamais été conçue pour cet effectif, quelle que soit l'époque). En 1966, elle enregistre la Symphonie no 3 avec orgue de Camille Saint-Saëns sous la direction de Jean Martinon. Avec les mêmes interprètes elle enregistre en 1971 le Concerto pour orgue, Timbales et Orchestre de Francis Poulenc. En 1990, elle enregistre La Messe op.4 de Camillle Saint-Saëns et LA Messe Chorale de Charles Gounod sous la direction de Michel Corboz. En 1991, elle est de nouveau à l'orgue pour la Symphonie no 3 de Saint-Saëns, cette fois sous la direction de Georges Prêtre. En 2001 elle est à l'orgue pour l'enregistrement du Te Deum de Berlioz sous la direction de John Nelson.
Sa première intégrale de l'œuvre pour orgue de J. S. Bach en 24 disques (1959-1967) lui valut le prix Edison (Amsterdam) et celui de la plus grande réalisation phonographique mondiale Académie Charles-Cros (Paris) en 1968. L'American Guild of Organists (AGO), section New York, l'a déclarée Interprète de l'année en 1984 et l'American Guild of Organists lui a attribué en 1999 sa plus haute récompense pour son immense carrière.

## Hommages

### Décorations
Marie-Claire Alain est :
- Grande officière de la Légion d'honneur le 13 juillet 2012
- Commandeure de l'ordre national du Mérite
- Commandeure de l'ordre des Arts et des Lettres (1998)[7]
- Chevalier de l'ordre de Dannebrog (Danemark)[2].

### Distinctions
Marie-Claire Alain a obtenu un grand nombre de prix dans des concours internationaux après s'être perfectionnée avec Gaston Litaize et André Marchal. Elle a ainsi obtenu :
- en 1950, le prix d'orgue du concours international de Genève ;
- le prix des amis de l'orgue ;
- seize grand prix du disque décernés par l'Académie Charles-Cros ;
- le prix Edison à Amsterdam, en 1968 et en 1973 ;
- le disque d'or du Japon en 1973 ;
- le prix du président de la République, prix spécial du jury de l'Académie Charles-Cros en 1974 ;
- le prix Buxtehude de la ville de Lübeck en 1976 pour son action en faveur de la musique ancienne allemande ;
- le prix de la Fondation Léonie Sonning à Copenhague en 1980 pour sa deuxième intégrale J. S. Bach. À cette occasion, elle a été décorée de l'Ordre royal de Dannebrog ;
- le prix Franz Liszt à Budapest en 1987 ;
- le Laser d'or en 1988.

Membre de l'Académie royale de musique de Suède et membre d’honneur de l’Académie royale de musique de Londres (2002), Marie-Claire Alain est également docteur honoris causa de l'université d'État du Colorado à Fort Collins (1971), de la Southern Methodist University of Dallas (1976), de l'Académie Sibelius d'Helsinki (1998), du Boston Conservatory (1999), de l'université McGill à Montréal (2001) et de l'université Johns-Hopkins à Baltimore (mai 2006).

## Publications

### Articles
Articles rédigés par Marie-Claire Alain.
- Le Positif Haerpfer-Erman. L’Orgue, 1959, no 91, p. 75-79.
- Notes de voyages au Danemark (août 1959). L’Orgue, 1960, no 96, p. 112-117.
- Les Grands Organistes français. Musique de tous les temps : l’Orgue, avril 1962, no 18, p. 1-7.
- Appunti sulla « maniera francese ». L’Organo, V, 1967, 6* 19.
- L’Œuvre d’orgue de Jehan Alain - Conseils pour l’exécution. L’Organo, 1968, VI, p. 181-220.
- L.-N. Clérambault -  Premier livre d’orgue : critique de la réédition chez Schott. L’Organo, 1968, VI, p. 237- 244.
- Ce que pensent les organistes. L’orgue en France. L’état des questions, la vérité. Rambervillers (88), 1968, p. 15-17.
- Un trésor caché : le grand orgue de St-Guéraud d’Aurillac. In Revue de Haute-Auvergne, tome 47, 1980.
- « Réflexions sur le Livre d’Orgue de N. de Grigny d’après la copie de J.S. Bach ». In L’Orgue à notre époque, Montréal, 1981, p. 91-105, (Symposium à McGill University) D. Mackey (éd.), McGill University Montréal.
- Souvenirs et témoignages sur l’orgue Callinet de Masevaux. In Les Orgues de Masevaux des origines à nos jours. Édition Festival de Masevaux, 1986, p. 29.
- Why an acquaintance with early organs is essential for playing Bach ? In J.S.Bach as organist, 1986, p. 48-53, G. Stauffer et E. May (éd.), Indiana University Press, Bloomington.
- Jehan Alain et l’orgue de St-Ferjeux à Besançon. La Tribune de l'orgue, septembre 1988, p. 14.
- Éditions, manuscrits et brouillons de Jehan Alain. L’Orgue, 1990, no 215, p. 5-12.
- L’Orgue idéal en conservatoire (avec I. Zanko). In Guide de l’orgue et de l’organiste en Île-de-France, éd. Ariam-Cenam, 1991, p. 34-35.
- Notes sur la manière française. L’Orgue, 1995, no 234, p. 3-14.
- L’Ornementation. L’Orgue, 1995, no 236, p. 28-43.
- Marie-Claire Alain : Repères chronologiques (avec Aurélie Decourt). L’Orgue, 1996, CM no 56, p. 7- 27.
- Évolution (s). L’Orgue, 1996, CM no 56, p. 32-41.
- Souvenirs d’enregistrement. L’Orgue, 1996, CM no 56, p. 72-76.
- L’Orgue de Saint-Louis-en-l’Isle de Paris. Le Monde, 17 janvier 1997
- La Famille Alain. Colloque « 30 ans d’orgue », Académie de l’orgue de Saint-Dié-des-Vosges, 1998, p. 146- 155.
- « Organiste, un métier ». Préludes, janvier 2000
- Témoignage sur Claude Delvincourt. Cahiers Boëllmann-Gigout, 2000, no 4-5, p. 95-96.
- Notes critiques sur l’œuvre d’orgue de Jehan Alain. Éditions musicales Alphonse Leduc, AL 29253, 2001
- Réflexions sur la Passacaille de J. S. Bach. Ostinato rigore, 2001, no 16, J.-M. Place.

### Hommages rendus
Hommages rendus par Marie-Claire Alain.
- Victor Gonzalez. L’Orgue, 1956, no 81, 97.
- André Marchal. L’Orgue, dossier I, 1981, p. 9-10.
- Noëlie Pierront. Le Monde de la musique, novembre 1988.
- Anton Heiller (avec T. Schmögner). Österreichisches Orgelforum, 1989, « In memoriam A. Heiller », p. 33-36.
- Pierre Cochereau. L’Orgue, 1989, CM no 42, 26; Pierre Cochereau - Témoignages par Y. Carbou, 1999, p. 30- 31.
- Gaston Litaize pour ses 80 ans. L’Orgue francophone, 1989-90, no 7- 8, p. 10.
- Jehan Alain. M.-C. Alain parle de son frère avec N. Dufourcq. L’Orgue, 1990, no 215, p. 26-32.
- Yves Devernay. In Memoriam, Les amis de St-Christophe de Tourcoing, 1991, p. 30.
- Norbert Dufourcq. L’Orgue, 1993, CM, no 49-50, p. 181- 82.
- Olivier Alain. L’Orgue, 1995, no 233, p. 33-35.
- André Fleury. L’Orgue, 1996, CM no 55, p. 74.
- Maurice Duruflé. Bulletin de l’Association M. et M.-M. Duruflé, 2002, no 2.

### Préfaces écrites
- François-Henri Houbart: L’Orgue Cavaillé-Coll de la cathédrale d’Orléans. Bull. Soc. Archéologique et historique de l’orléannais, no 50, 1980.
- Pierre-Yves Asselin : Le Tempérament en musique. Ed. Costallat, 1985.
- Claude Noisette de Crauzat : L’Orgue français. Ed. Atlas, 1986.
- Allen Hobbs : The Fugue. Lissett Publications, 1991.
- Alain Cartayrade : Les Organistes et le disque depuis 1950. Guide de la musique d’orgue enregistrée. Ed. Ars Musicae, Chatenay-Malabry, 1996.
- Philippe Cicchero : Les Orgues des Cathédrales de France - Photographies et CD de P. Cochereau à Notre-Dame de Paris. Ed. EMA, 1999.
- Ronald Ebrecht : Maurice Duruflé, the last impressionist. Ed. Scarecrow USA, 2002.
- Louis Sauvé : Emile Bourdon, organiste et compositeur, ed. L’Officine 2004, 342p.

### Interviews
- Réponses à une enquête sur l’orgue. L’Orgue, no 100, 1961, p. 91-94.
- Edith Walter, Style et technique à l’orgue. Harmonie, avril 1965, no 6.
- P. Denis, Les Organistes français : M.-C. Alain. L'Orgue, 1965, no 113 p. 26-37.
- J. Obetz, Interview, conversation. The American Organist (AGO- RCCO), May 1976, p. 39-41.
- O. Martin, Dossier sur l’orgue. Panorama de la musique. Mai-juin 1978, p. 42- 3.
- N. Dufourcq, M.-C. Alain et ses intégrales Bach. L'Orgue, 1982, no 184, p. 1- 8.
- P. Chevreau, Un entretien avec M.-C. Alain. Jeunesse et Orgue (Bordeaux) 1985-6, (63) p. 21, 22, (64) p. 15, 16.
- P. Dumoulin, O. Opdebeeck, Marie-Claire Alain, authenticité et probité. Diapason, avril 1987, p. 115- 7.
- F. Pigeaud, L’Orgue en liberté. Le Monde de la Musique, septembre 1988, p. 28-33.
- M. Roubinet, L’Orgue de Bach : 50 ans d’une vie. Diapason, janvier 1990, 356, p. 46-47.
- L. Avot, Programme du concert Radio France. novembre 1993.
- M. Roubinet, Marie-Claire Alain - l’orgue historique a changé mon approche de Bach. Diapason, octobre 1994, p. 36-39.
- R. Machart, Rencontre avec M.-C. Alain - la diva de l’orgue international. Le Monde, 6 octobre 1994.
- P. Barley, Interview with Marie-Claire Alain. Organist’s Review, novembre 1996, p. 263-265
- A. Decourt, La Jeunesse, la vocation et la formation musicale. L’Orgue, 1996, CM no 56, p. 27-31.
- S. Apthorp, M.-C. Alain : At the top of the tree. Gramophone, janvier 1997, p. 28.
- G. Leclerc, An interview with Marie-Claire Alain. The American Organist, novembre 1997, p. 48-55, et Caixa Expressiva (Brésil), décembre 1998.
- R. Webb, Marie-Claire Alain Honored During Festival Week-end. The American Organist, February 2000, p. 42-43.
- A. Hirlemann, Hommage à Marie-Claire Alain pour son 75e anniversaire. Bulletin d’information de l’association des Amis de l’orgue de Versailles, janvier 2002, no 50, p. 16-29.
- C. Shuster Fournier, Marie-Claire Alain et les États-Unis. L’Orgue, 2003 II, no 262, p. 143-149.

## Principaux élèves
- George C. Baker
- Stéphane Béchy
- Charles Benbow
- Diane Bish
- Guy Bovet
- Philippe Delacour
- Yves Devernay
- Françoise Dornier
- Jean Ferrard
- Carolyn Shuster Fournier
- Vincent Freppel
- Raphaële Garreau de Labarre
- John Grew
- Edward Higginbottom
- Stefano Innocenti
- Kei Koito
- Edgar Krapp
- Jon Laukvik
- Jean Le Buis
- Erwan Le Prado
- Marie-Ange Leurent
- Bruno Mathieu
- Michael Matthes
- Thierry Mechler
- Jean-Baptiste Monnot
- Jacques van Oortmerssen
- Jean-Baptiste Robin
- Martine Roche
- Elisabeth Roloff
- Daniel Roth
- Wolfgang Rübsam
- Philippe Sauvage
- Helga Schauerte-Maubouet
- Liesbeth Schlumberger
- Nariné Simonian
- Jacques Taddei
- Marina Tchebourkina
- Olivier Vernet
- Vincent Warnier
- Gillian Weir